# JC Mateo
Jeffrey Cobb (nacido el 11 de julio de 1982) es un luchador profesional estadounidense. Actualmente trabaja con la WWE en la marca SmackDown bajo el nombre de JC Mateo. Cobb es famoso por haber luchado en All Elite Wrestling, New Japan Pro-Wrestling (NJPW), Ring of Honor (ROH) y en Lucha Underground (LU) bajo el nombre de Matanza Cueto. 
Como luchador Cobb representó a Guam en los Juegos Olímpicos de 2004, convirtiéndose en el país portador de la bandera en la ceremonia de apertura y compitió en la categoría de estilo libre de peso semipesado masculino. Cobb cambió a la lucha libre profesional en 2009.
Ha sido 1 vez campeón mundial, fue Campeón Mundial de PWG. Ha sido 2 veces Campeón en Parejas de la IWGP, 1 vez Campeón Mundial de Televisión de ROH, una vez Campeón de Peso Abierto NEVER, una vez Campeón Mundial en Parejas de PWG con Matt Riddle y también fue ganador del Battle of Los Angeles en 2018.

## Carrera

### Carrera temprana (2009-2014)
Cobb comenzó como luchador profesional en 2009 trabajando para la zona de acción de lucha en Hawái . Él ganó el título pesado AZW dos veces. Hizo apariciones para muchas promociones independientes en el norte de California , tales como All Pro Wrestling, Supremo Favorable de Lucha, Favorable Lucha Bushido y el Primer Ministro de Lucha; donde ocupó su campeonato de peso pesado por 427 días.

### Lucha Underground (2015-2018)
Cobb firmó con Lucha Underground en 2015. Debutó para la promoción el 22 de marzo de 2016 bajo una máscara y el nombre de Matanza, el hermano de Darío Cueto, donde ganó el Campeonato de Lucha Underground en su debut. Matanza se mantuvo invicto hasta el 9 de abril de, 2016, cuando quedó atrapado por Rey Mysterio en una lucha de Aztec Warfare, perdiendo el Campeonato de Lucha Underground en el proceso.

### Pro Wrestling Guerrilla (2016-2025)

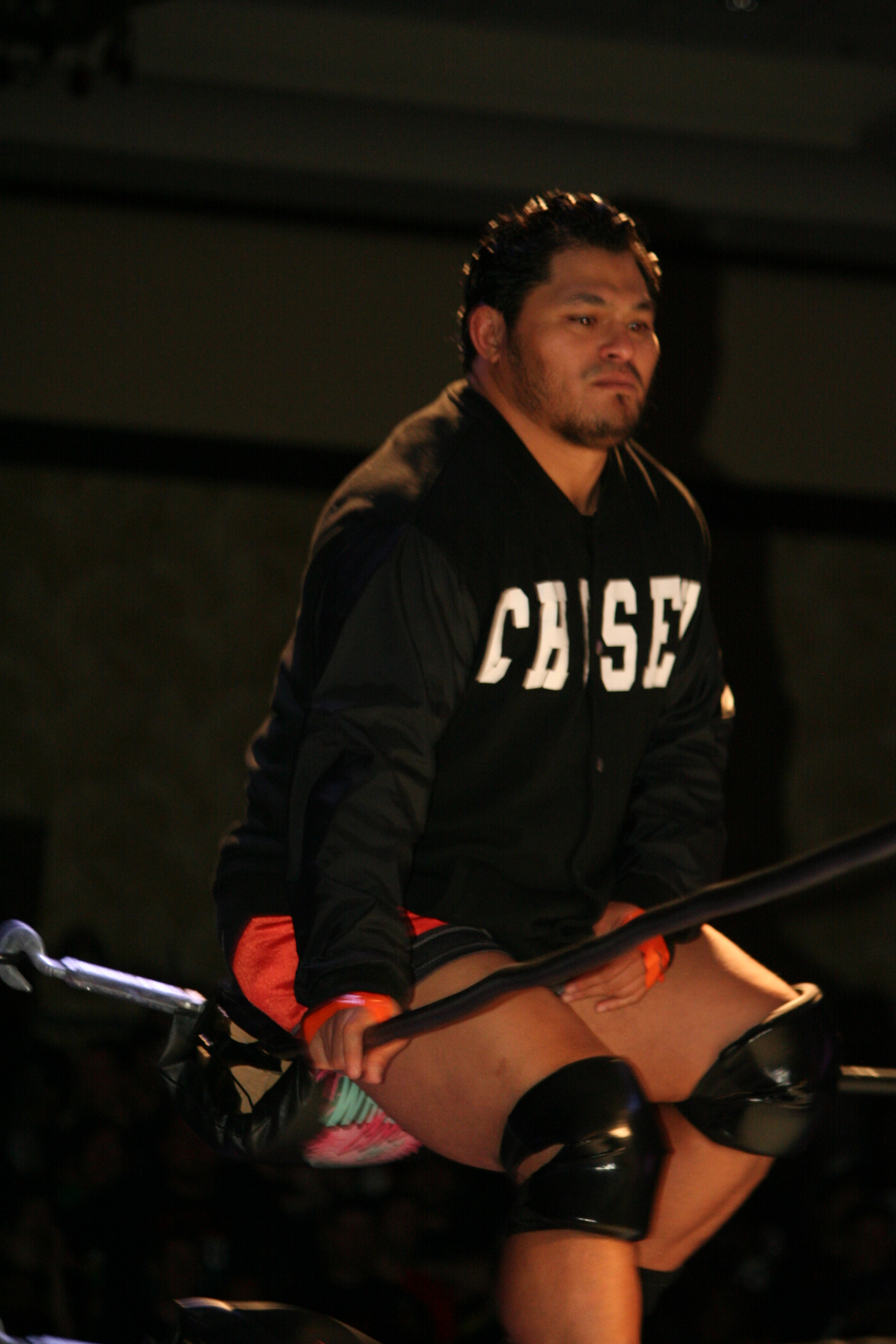
Cobb en 2017

El 20 de mayo de 2016, Cobb hizo su debut para Pro Wrestling Guerrilla (PWG), perdiendo ante Chris Hero. El 2 de septiembre, Cobb entró en Battle of Los Angeles 2016, de la que fue eliminado en la primera ronda por Ricochet. El 16 de diciembre de 2016, Cobb y Matthew Riddle derrotaron a The Young Bucks. Cobb y Riddle fueron conocidos más tarde en PWG como "The Chosen Bros." 
El 18 de febrero de 2017, Cobb y Riddle vencerían a Unbreakable F'n Machines (Brian Cage & Michael Elgin). El 18 de marzo de 2017, el equipo vencería a OI4K (Dave Crist y Jake Crist). El 21 de abril de 2017, Cobb, en acción individual, derrotaría a Keith Lee. El 19 de mayo de 2017, The Chosen Bros derrotó a reDRagon (Bobby Fish & Kyle O'Reilly). El 20 de octubre, The Chosen Bros derrotaron a los Lucha Brothers (Rey Fénix & Penta el Zero M) para ganar el Campeonato Mundial en Parejas de PWG. Retuvieron los títulos hasta el 20 de abril de 2018, cuando los perdieron contra The Rascalz (Zachary Wentz y Dezmond Xavier).
El 15 al 16 de septiembre de 2018, ganó Battle of Los Angeles 2018, venció a Darby Allin en la primera ronda, Rey Horus en la segunda ronda, Trevor Lee en la tercera ronda y Shingo Takagi y Bandido en la final. El 19 de octubre, Cobb derrotó a WALTER en Smokey y Bandido para ganar el Campeonato Mundial de PWG. Luego lo defendió con éxito contra Trevor Lee en Hand of Doom en enero de 2019.

### New Japan Pro-Wrestling (2017-2025)
El 6 de noviembre de 2017, Cobb fue anunciado como participante en la New Japan Pro-Wrestling en el torneo de World Tag League, donde iba a trabajar en equipo con Michael Elgin. Cobb y Elgin no se llevaban bien entre bastidores con Elgin haciendo comentarios despectivos sobre su compañero del equipo en mensajes privados que se hicieron públicos mientras el torneo todavía estaba en progreso. Los dos terminaron el torneo el 9 de diciembre con un récord de cuatro victorias y tres derrotas, sin poder avanzar a la final.
El 11 de junio de 2018, se anunció que Cobb regresará a New Japan Pro Wrestling para los shows de Kizuna Road. El 17 de junio, se anunció que Jeff Cobb se enfrentará a Hirooki Goto por su Campeonato de Peso Abierto NEVER. Sin embargo, salió derrotado. Cobb pasó la mayor parte de finales de 2018 participando en el torneo de World Tag League con su compañero Michael Elgin, ganando ocho luchas, pero sin poder clasificarse para la final.
El 6 de abril de 2019, Cobb ganó el Campeonato de Peso Abierto NEVER en un Winner Takes All contra Will Ospreay en G1 Supercard en donde también el Campeonato Mundial Televisivo de ROH de Cobb también estaba en juego. El 3 de mayo en Wrestling Dontaku, Cobb perdió el título NEVER ante Taichi en su primera defensa.

### Ring of Honor (2018-2020)
En la grabación del Ring of Honor, Cobb haría su debut en ROH al atacar a la FR Josie y Eli Isom. El 28 de septiembre, en Death Before Dishonor XVI, Jeff Cobb salvó a Chris Sabin de Punishment Martinez. En las grabaciones de Post-ROH Death Before Dishonor, Cobb derrotó a Martínez para ganar el Campeonato Mundial de Televisión de ROH.
Después de que el contrato de Cobb se agotó en 2020, Cobb declaró que todavía lucharía por ROH, aunque mucho menos. En octubre de 2020, su perfil fue eliminado del sitio web de ROH.

### All Elite Wrestling (2020, 2022-2024)
En el episodio del 12 de febrero de 2020 de AEW Dynamite, Cobb hizo su debut en All Elite Wrestling (AEW) atacando a Jon Moxley junto a The Inner Circle después de su combate. Además, Chris Jericho anunció que Cobb se enfrentaría a Moxley en el episodio del 19 de febrero de Dynamite.
En el episodio del 25 de mayo de 2022 de Dynamite , Cobb y Great-O-Khan interrumpieron una lucha por los Campeonatos Mundiales en Parejas de ROH , entre FTR y Roppongi Vice atacando a ambos equipos y levantando los títulos señalando sus intenciones de desafiar por los campeonatos. En el episodio del 15 de junio de Dynamite , y después de que O-Khan, Cobb y el resto de United Empire atacaran a ambos equipos, se anunció que Ospreay se enfrentaría a Orange Cassidy, mientras que Cobb y O-Khan fueron colocados en una lucha de equipos de triple amenaza Winner Takes All por sus recién ganados Campeonatos en Parejas de IWGP y los Campeonatos Mundiales en Parejas de ROH de FTR, junto con Roppongi Vice en Forbidden Door. En el evento, Cobb y O-Khan no lograron capturar los Títulos Mundiales en Parejas de ROH y perdieron los Títulos en Parejas de IWGP ante FTR.
En el episodio del 29 de marzo de 2023 de Dynamite, desafió a Kenny Omega por el Campeonato Peso Pesado de los Estados Unidos de la IWGP, en un esfuerzo fallido. En el episodio del 15 de mayo de 2024 de Dynamite, Cobb hizo equipo con Kyle Fletcher, en un esfuerzo fallido contra Blackpool Combat Club ( Bryan Danielson y Jon Moxley). En el episodio del 29 de junio del 2024 AEW Collision, Cobb hizo otra aparición en AEW ayudando a Chris Jericho, Big Bill y Bryan Keith del ataque de Hook, Samoa Joe y Katsuyori Shibata.

### WWE (2025–presente)
El 10 de mayo de 2025, Cobb hizo su debut en WWE, en la vigésima edición del evento Backlash; ayudando a Jacob Fatu a retener su Campeonato de los Estados Unidos de WWE, por órdenes de Solo Sikoa. La siguiente semana en SmackDown,  ahora bajo el nombre de JC Mateo tuvo su primera lucha en WWE, derrotando a LA Knight, con las distracciones de su stable.

## Campeonatos y logros
- AAW Professional Wrestling
  - AAW Tag Team Championship (1 vez) – con David Starr y Eddie Kingston

- Action Zone Wrestling
  - AZW Heavyweight Championship (3 veces)

- Lucha Underground
  - Campeonato de Lucha Underground (1 vez)
  - Aztec Warfare II

- New Japan Pro-Wrestling
  - IWGP Tag Team Championship (2 veces) – con Great-O-Khan
  - NEVER Openweight Championship (1 vez)
  - NJPW World Television Championship (1 vez)

- Pro Wrestling Guerrilla
  - PWG World Championship (1 vez)
  - PWG World Tag Team Championship (1 vez) – con  Matt Riddle
  - Battle of Los Angeles (2018)

- Ring of Honor
  - ROH World Television Championship (1 vez)
  - Move of the Year (2018) for Tour of the Islands[5]

- Pro Wrestling Illustrated
  - Situado en el Nº465 en el PWI 500 de 2013[6]
  - Situado en el Nº489 en el PWI 500 de 2014[7]
  - Situado en el Nº269 en el PWI 500 de 2015[8]
  - Situado en el Nº50 en el PWI 500 de 2016[9]
  - Situado en el Nº142 en el PWI 500 de 2017[10]
  - Situado en el Nº85 en el PWI 500 de 2018

- Wrestling Observer Newsletter
  - Lucha 5 estrellas (2021) vs. Shingo Takagi en Wrestle Kingdom 15 - Day 2 el 5 de enero